# Guillermo Stábile
Guillermo Stábile (Buenos Aires, 17 januari 1905 – aldaar, 26 december 1966) was een Argentijns voetballer en voetbaltrainer. In 1930 werd hij topscorer van het eerste WK voetbal in de geschiedenis. Na zijn actieve voetbalcarrière werd Stábile een succesvolle trainer. Als bondscoach van het Argentijns voetbalelftal won hij zes keer de Copa América. Stábile stierf op 61-jarige leeftijd als een rijke zakenman die zich begaf in de hogere kringen van Buenos Aires.

## Voetbalcarrière

### Huracán
De weg naar een voetbalcarrière verliep voor Stábile niet bepaald rechtlijnig. In zijn jeugd hield de jonge Argentijn voornamelijk van atletiek en in het bijzonder hardlopen. Het verhaal gaat dat Stábile op vijftienjarige leeftijd de 100 meter sprint in een goede elf seconden aflegde. Pas bij de provincieclub Sportivo Metán maakte Stábile kennis met het voetbal. Daar werd hij in 1920 opgepikt door Huracán, die in eerste instantie een flankspeler in hem zagen vanwege zijn snelheid. Door zijn beperkte technische kwaliteiten kwam Stábile aanvankelijk slechts beperkt aan spelen toe. Dit veranderde echter toen hij op 17-jarige leeftijd mocht debuteren in het eerste elftal, na een blessure bij de centrumspits van Huracán. Stábile greep zijn kans en benutte die door middel van zijn snelheid en harde en geplaatste schoten. Zijn specialiteit was voornamelijk het penetreren van de vijandelijke defensie, wat hem de bijnaam El Filtrado, de filter, opleverde. Volgens de statistieken zou Stábile in zijn debuutseizoen bij Huracán 48 doelpunten maken, waarmee hij topscorer werd van Argentinië. Op zijn kans bij het Argentijnse elftal moest de spits echter nog wachten. Deze volgde in 1930 op het WK voetbal in Uruguay, nadat Stábile met Huracán tweemaal kampioen van Argentinië was geworden (in 1925 en 1928).

### WK 1930
Stábile had voorafgaand aan het WK 1930 nog geen enkele interland voor Argentinië gespeeld en zou ook tijdens de eerste groepswedstrijd tegen Frankrijk op de bank zitten. Na deze wedstrijd deed bondscoach Francisco Olazar echter een beroep op Stábile en die beschaamde het vertrouwen niet. Hij scoorde driemaal tegen Mexico (6-3 winst), tweemaal tegen Chili (3-1 winst) en vond tweemaal het net tegen de Verenigde Staten (6-1 winst). Mede door de doelpunten van Stábile bereikte Argentinië de finale, waarin het gastland Uruguay als tegenstander trof. Stábile scoorde wederom voor de Argentijnen, maar dit bleek onvoldoende aangezien Uruguay viermaal het net vond (4-2 verlies). Met zijn acht doelpunten in vier wedstrijden groeide Stábile desondanks uit tot een van de smaakmaker en topscorer van het eerste WK voetbal in de geschiedenis. Nadien zou de spits echter geen enkele interland meer voor Argentinië spelen.

### Genoa en Napoli
Nadat Stábile zijn internationale doorbraak op het WK had beleefd, tekende hij een contract bij het Italiaanse Genoa. Daar begon de spits goed door een hattrick te scoren tegen Bologna maar kende hij in de daaropvolgende vijf seizoenen veel blessureleed waardoor Stábile slechts sporadisch aan spelen toekwam. Deze situatie zette zich voort bij zijn volgende club Napoli.

### Red Star Paris
De laatste club van Stábile was Red Star Paris, opgericht door Jules Rimet, initiator van het eerste WK voetbal. Bij de Franse club speelde Stábile drie seizoenen, waarbij hij de club als laatste wapenfeit hielp met de promotie naar het hoogste niveau.

## Trainerscarrière

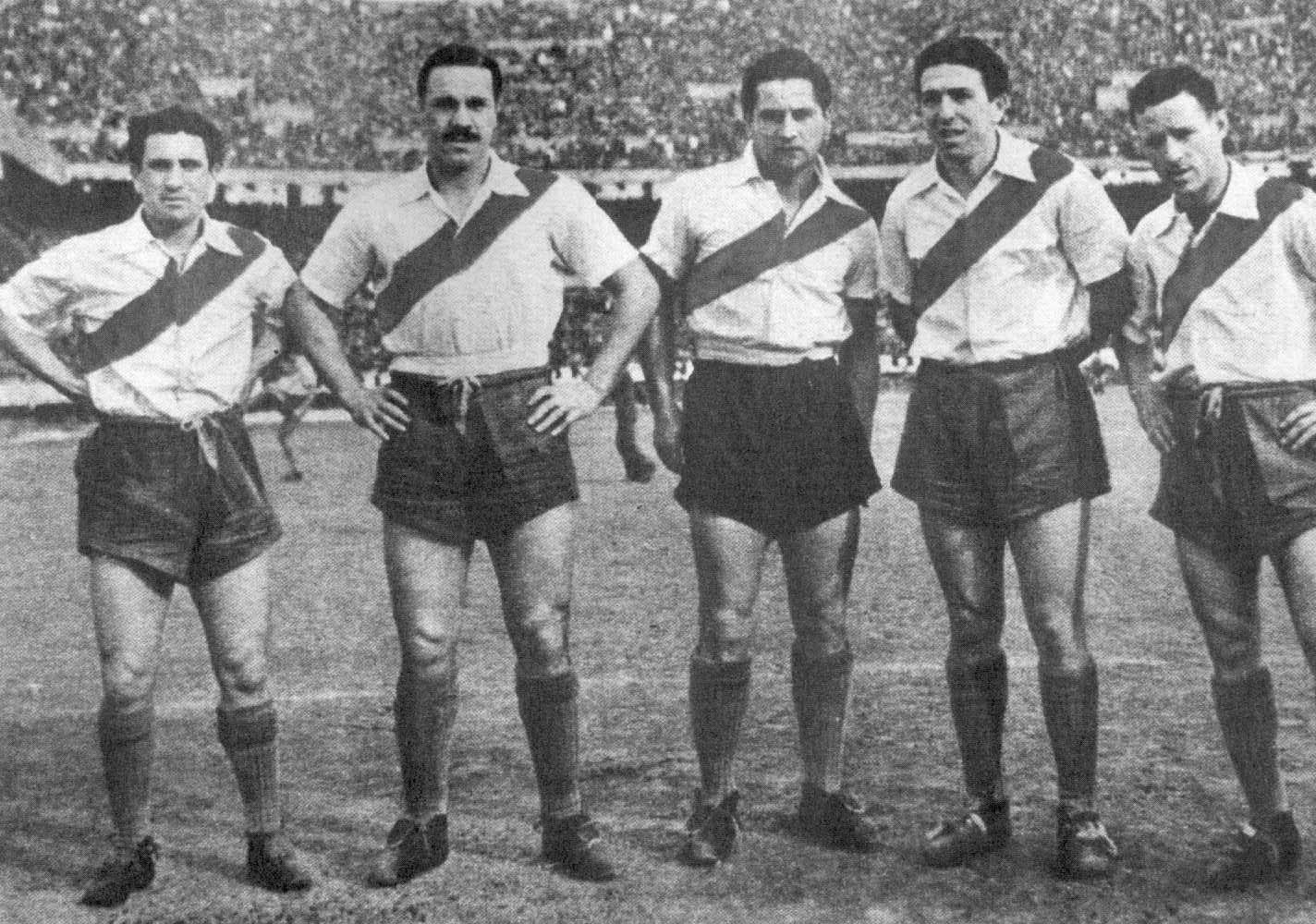
La Máquina: Juan C. Muñoz, José M. Moreno, Adolfo Pedernera, Angel Labruna en Félix Loustau

Na zijn actieve carrière begon Stábile aan een succesvolle trainersloopbaan. Hij had al enige ervaring opgedaan bij Genoa, waar de voormalige spits als co-trainer fungeerde, en bij Red Star Paris als speler-trainer. Stábile was voor de uitbraak van de Tweede Wereldoorlog teruggekeerd naar Argentinië waar hij van 1939 tot 1958 eindverantwoordelijke werd van het nationale elftal. In deze periode loodste hij Argentinië zesmaal naar de winst van de Copa América (1941, 1945, 1946, 1947, 1955 en 1957). Dit kwam voornamelijk door de aanwezigheid van spelers van River Plates, dat begin jaren 40 de bijnaam La Máquina (de machine) droeg en bestond uit Juan Carlos Muñoz, José Manuel Moreno, Adolfo Pedernera, Ángel Labruna, en Félix Loustau. Nadat Tsjecho-Slowakije in 1958, tijdens de eerste ronde van het WK, Argentinië naar huis stuurde met een 6-1 nederlaag, eindigde het bondscoachschap van Stábile. In 1960 werd hij als bondscoach van Argentinië teruggevraagd en leidde hij zijn land naar de eindoverwinning bij het Pan-Amerikaanse voetbalkampioenschap.
Gelijktijdig met het bondscoachschap van Argentinië was Stábile tevens trainer van verschillende clubs, waaronder Racing Club. Racing Club werd onder Stábiles leiding als eerste Argentijnse club driemaal op rij kampioen, van 1959 tot 1961.

## Erelijst

### Speler
Met Huracán:
- Primera División: 1926, 1928
- Copa Ibarguren: 1928

### Trainer
Met Argentinië:
- Copa América: 1941, 1945, 1946, 1947, 1955, 1957
- Pan-Amerikaanse voetbalkampioenschap: 1960

Met Racing Club:
- Primera División: 1949, 1950, 1951

## Trivia
- Tijdens het doelpuntenfestijn Argentinië – Mexico (6-3) op het WK 1930 scoorde Stábile een hattrick, verdeeld over twee speelhelften. Lange tijd werd deze hattrick erkend als de eerste hattrick ooit tijdens een WK. Het zou tot 10 november 2006 duren voordat de FIFA dit zou wijzigen en de eer toebedeelde aan de Amerikaan Bert Patenaude, die twee dagen eerder in de wedstrijd tegen Paraguay al driemaal gescoord had. De reden waarom de beslissing zo laat veranderd werd, had te maken met de vraag wie nu het tweede doelpunt in die wedstrijd had gemaakt. Een van de versies was dat het een eigen doelpunt was geweest van Aurelio González. Het officiële FIFA verslag schreef het doelpunt toe aan een andere Amerikaanse speler, Tom Florie. Op 10 november 2006 besloot de FIFA alsnog het doelpunt toe te wijzen aan Bert Patenaude waardoor zijn hattrick een feit was.[4]